# Tatjana Romanova-Vorontsova
Tatjana Romanova-Vorontsova (até 1998 Romanova; em russo: Татьяна Романова-Воронцова; nascida a 5 de julho de 1973 em Pomara, Mari El) é uma cantora de ópera soprano russa.
Em 2000 formou-se na Academia de Música da Estónia. De 1998 a 2001 foi solista visitante e de 2001 a 2003 solista no Teatro de Vanemuine na Estónia. Desde 2003 ela tem trabalhado na Ópera Nacional da Finlândia.

## Prémios
- 2003: 2º prémio na competição Klaudia Taev[1]